# Siagànnakh
Siagànnakh (en rus: Сыаганнах) és un poble de la República de Sakhà, a Rússia, que en el cens del 2010 tenia 373 habitants.